# Ted Hanney
Terence Percival Hanney, dit Ted Hanney est un footballeur et entraîneur anglais né le 19 janvier 1889 à Bradfield et mort le 30 novembre 1964 à Reading. Il évoluait au poste de milieu défensif.

## Biographie
Hanney commence sa carrière au Wokingham Town (en) avant de rejoindre le Reading FC. En 1913, il devient professionnel en signant avec Manchester City pour la somme de 1 250 £ et y dispute 78 matchs. Pendant la Première Guerre mondiale, il joue pour Brentford en tant qu'invité dans la London Combination.
Avant la guerre, il est engagé dans le Royal Berkshire Regiment et atteint le grade de sergent au sein du Football Battalion (en). Il est blessé au visage et au cou par des éclats d'obus lors de la bataille du Bois Delville en juillet 1916.
Il joue ensuite deux saisons pour Coventry City avant de revenir à Reading, où il termine sa carrière dans la Troisième Division, puis poursuit brièvement en football amateur avec Northfleet (en).
En 1924, il devient entraîneur du VfB Stuttgart, remportant en 1927 le championnat régional du Württemberg-Baden, le premier titre du club. En 1927-1928, il entraîne le FC Wacker Munich, qu'il mène en demi-finale du Championnat d'Allemagne 1928,.
De retour en Angleterre, Hanney devient aubergiste.

## Palmarès
Grande-Bretagne
- Jeux olympiques (1) :
  -  Or : 1912.